# جامع الدروس العربية
جامع الدروس العربية هو كتاب مختص في علم النحو، ألفه الشيخ مصطفى الغلاييني. يُعد هذا الكتاب من أبرز المراجع في النحو العربي بفضل ما يتميز به من وضوح وسهولة في العرض، مما جعله في متناول الجميع. كما أن مؤلفه كان متمكناً في علوم اللغة العربية، الأمر الذي مكنه من تقديم مادة علمية غزيرة. هذا الكتاب يستمد محتواه من أمهات الكتب التراثية، مما يعفي القارئ من الحاجة للاطلاع على المؤلفات الطويلة في علم النحو.